# Yue-Kong Pao

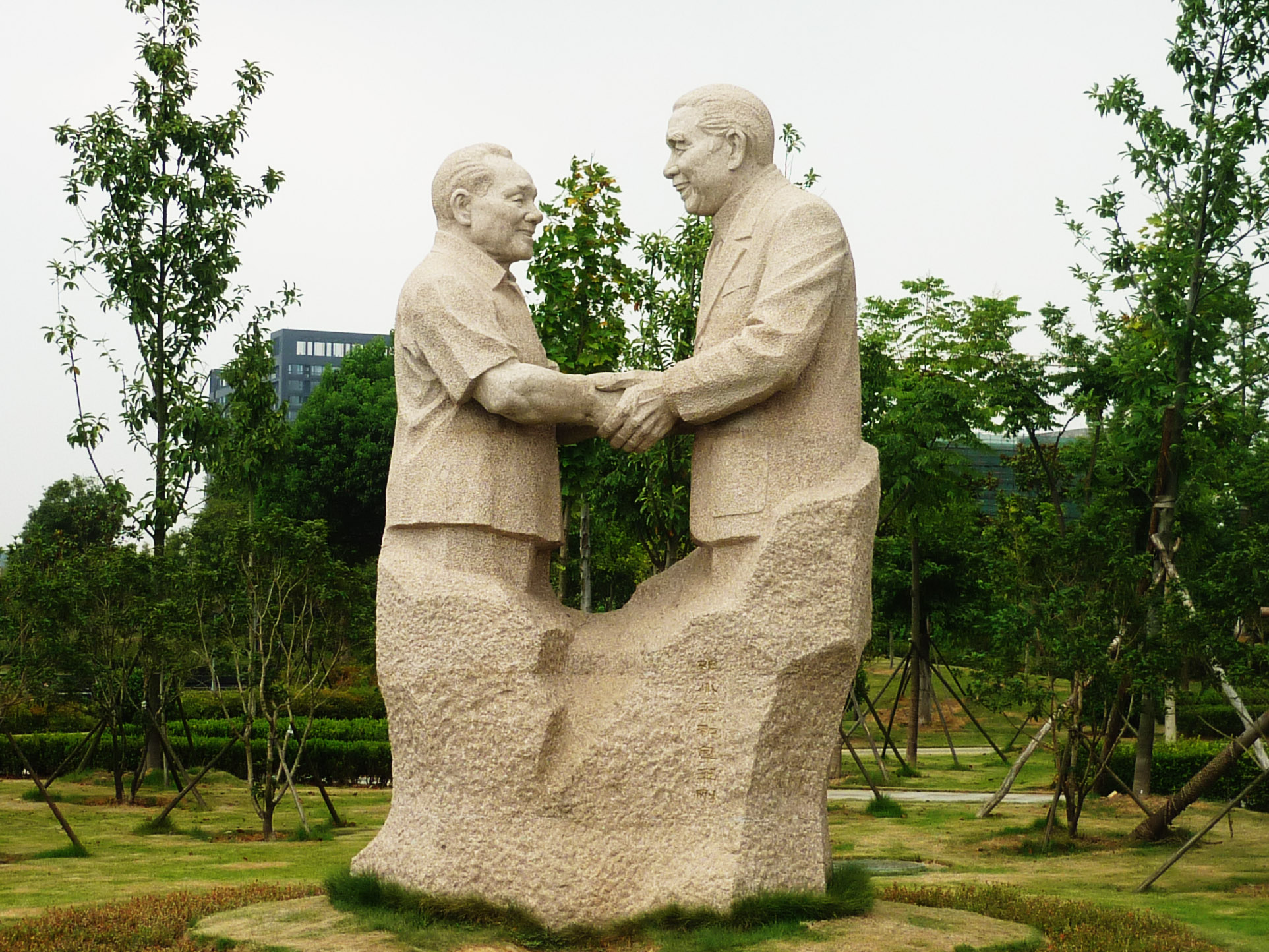
standbeeld van Deng Xiaoping en Yue-Kong Pao

Yue-Kong Pao (Ningbo, 10 november 1918 - Hongkong, 23 september 1991), vaak aangeduid als "Sir Y.K. Pao" of slechts "Y.K.", was de grondlegger van Hongkongse World Wide Shipping. Dit groeide van een tweedehands schip in 1955 in 20 jaar tijd uit tot de grootste rederij ter wereld met meer dan 20 miljoen dwt in 1979.
Pao werd in 1918 geboren in Ningbo en trok in 1931 naar Hankou om in de schoenenfabriek van zijn vader te werken. Hij besloot daarna echter om voor een buitenlandse verzekeringsmaatschappij te gaan werken. Met het uitbreken van de Tweede Chinees-Japanse Oorlog in 1937 vertrok hij naar Shanghai waar hij voor verzekeringsafdeling van Central Trust of China kwam te werken. Hij maakte hier carrière en kwam op de bankafdeling te werken. Aan het einde van de oorlog werd hij door de regering aangesteld bij de Municipal Bank waar hij zich in korte tijd opwerkte tot een leidende positie.
Met de dreiging van het Bamboegordijn in 1949 verhuisde Pao met zijn familie naar Hongkong en wist daarbij een groot deel van het familievermogen mee te nemen. Hier begon hij een internationale handel in Chinese producten. Na de interventie van China in de Koreaanse Oorlog volgde een VN-embargo tegen China. Pao wist dit deels te omzeilen, maar richtte zich vanaf dan ook op Europa.
Op zoek naar nieuwe mogelijkheden kocht hij in 1955 de Golden Alpha, een 27 jaar oud kolengestookt vrachtschip. Toen in 1956 de Suezcrisis uitbrak, schoten de vrachtprijzen omhoog door het tekort aan scheepsruimte nu de schepen Kaap de Goede Hoop moesten ronden en daardoor langer onderweg waren. Pao profiteerde hiervan en was in staat om meer schepen aan te schaffen. Halverwege de jaren zestig werd de eerste tanker toegevoegd aan de vloot van World Wide Shipping. Pao wist te profiteren van de sterke economische groei van Japan en kon de vloot daarna sterk uit breiden middels het "shikumisen"-systeem. Hierbij zetten Japanse verschepers charters uit bij buitenlandse reders die op basis hiervan nieuwbouw in Japan konden financieren. In 1979 was Pao met 204 schepen, waaronder veel tankers, van in totaal 20,5 miljoen dwt verreweg de grootste reder ter wereld. De tankerdepressie in de jaren tachtig die volgde op de tweede oliecrisis na de Iraanse Revolutie van 1979 wist hij te overleven door zo'n 140 schepen te verkopen. Naast de activiteiten in de scheepvaart kocht Pao halverwege de jaren zeventig een belang in twee Britse hongs,  The Wharf en Wheelock Marden.
In 1986 trad Pao terug uit het dagelijks bestuur. De scheepvaarttak werd overgenomen door zijn schoonzoon Helmut Sohmen en het belang in de hongs door zijn andere schoonzoon Peter Woo.